# 4224 Susa
A 4224 Susa (ideiglenes jelöléssel 1988 KG) a Naprendszer kisbolygóövében található aszteroida. Eleanor F. Helin fedezte fel 1988. május 19-én.